# ハリケーン・フェスティバル
ハリケーン・フェスティバル（Hurricane Festival）は、ドイツのシェーセルで毎年6月に開催される野外音楽フェスティバル。一般的にハリケーン（Hurricane）と簡略化されて呼ばれている。ロック、オルタナティブ、ポップ、エレクトロニックなど様々なジャンルのアーティストが出演する。同じ主催者によりドイツ南部で開催されるサウスサイド・フェスティバル（Southside Festival）は姉妹フェスティバルの関係で、同じ3日間にほぼ同じラインナップで行われる。

## 概要
1973年の9月8-9日に開催されたシェーセルでの最初のフェスティバルは"Es rockt in der Heide"と呼ばれるもので、当時のロック界の大物（チャック・ベリー、ジェリー・リー・ルイス、シカゴ、マンフレッド・マンズ・アース・バンド、ルー・リード）が多数参加した。
1977年の9月3-4日に開催されたフェスティバルは"First Rider Open Air"と呼ばれ、企画段階でバンドにお金を払えないことに気づいた主催者が残りのお金を持ち逃げしたため、150万円の損害を被ったという。金銭問題で発表されていたバンドが到着しなかったりスタッフが職務を放棄した結果、騙されたと感じたファンとイベントスタッフたちは、ステージと主催者のトレーラーに火をつけ機材や楽器が破壊された。怪我人も出たため。少佐の命令によりシェーセルでのロックフェスティバルは一時的に禁止された。
現在のハリケーン・フェスティバルは、1997年からシェーセルにあるスピードウェイ競馬場のアイヒェンリングで開催されている。観客動員数は2016年に7万人を超え、ドイツ最大級の音楽フェスティバルとなっている。

## ギャラリー

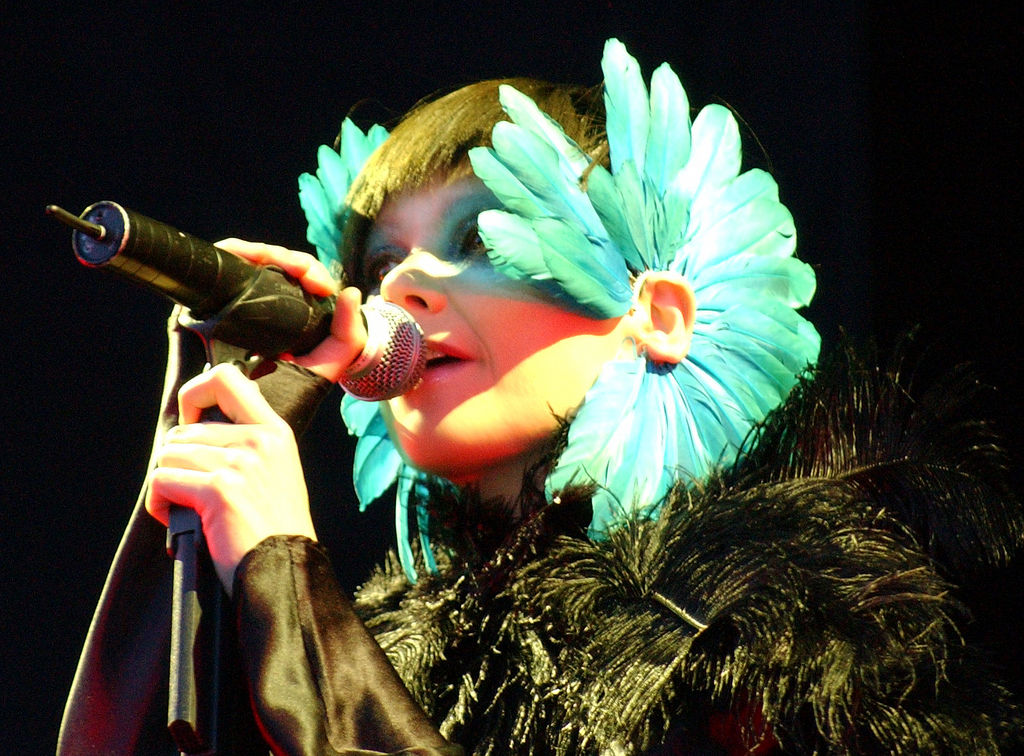
2003
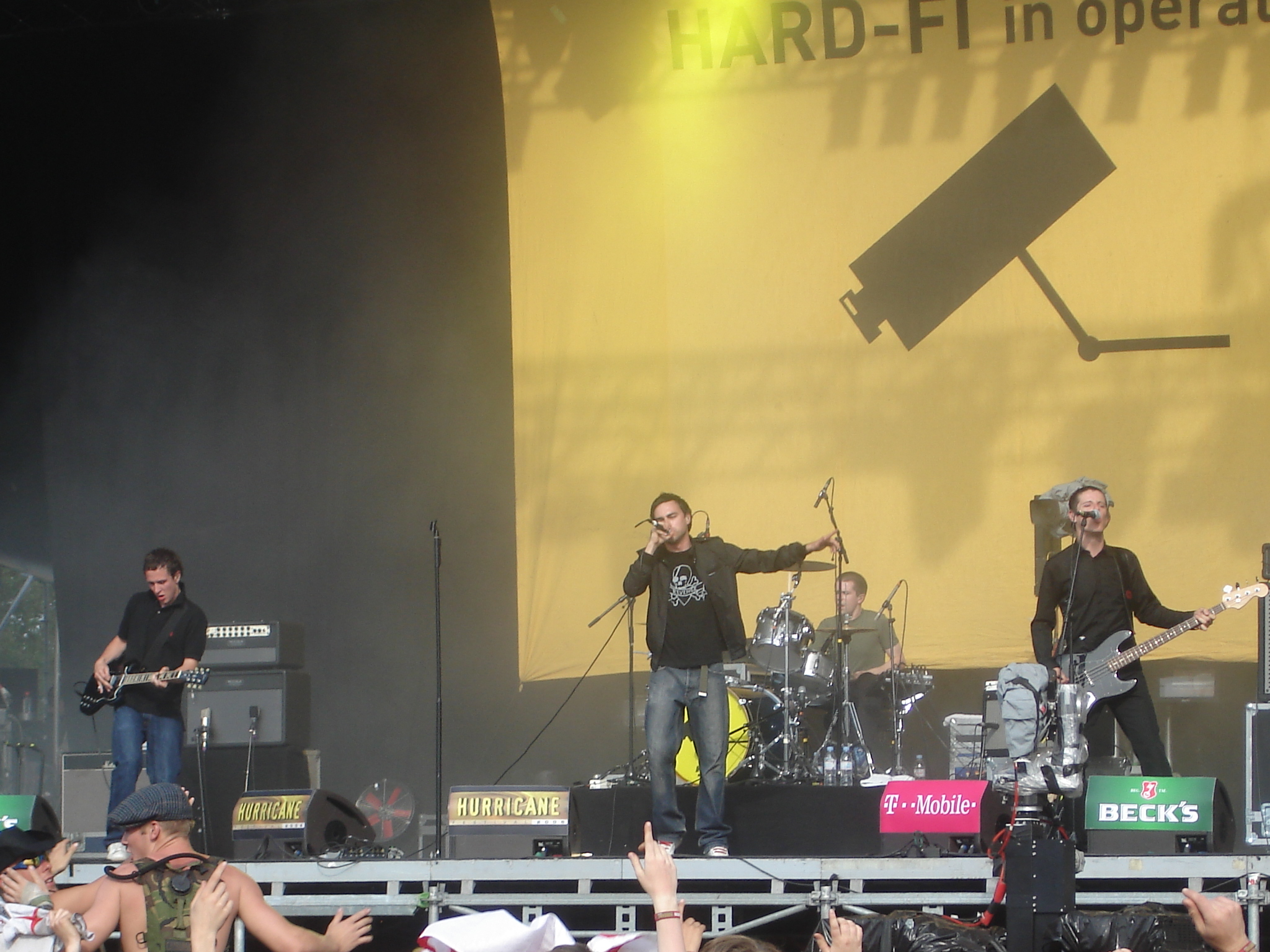
2006
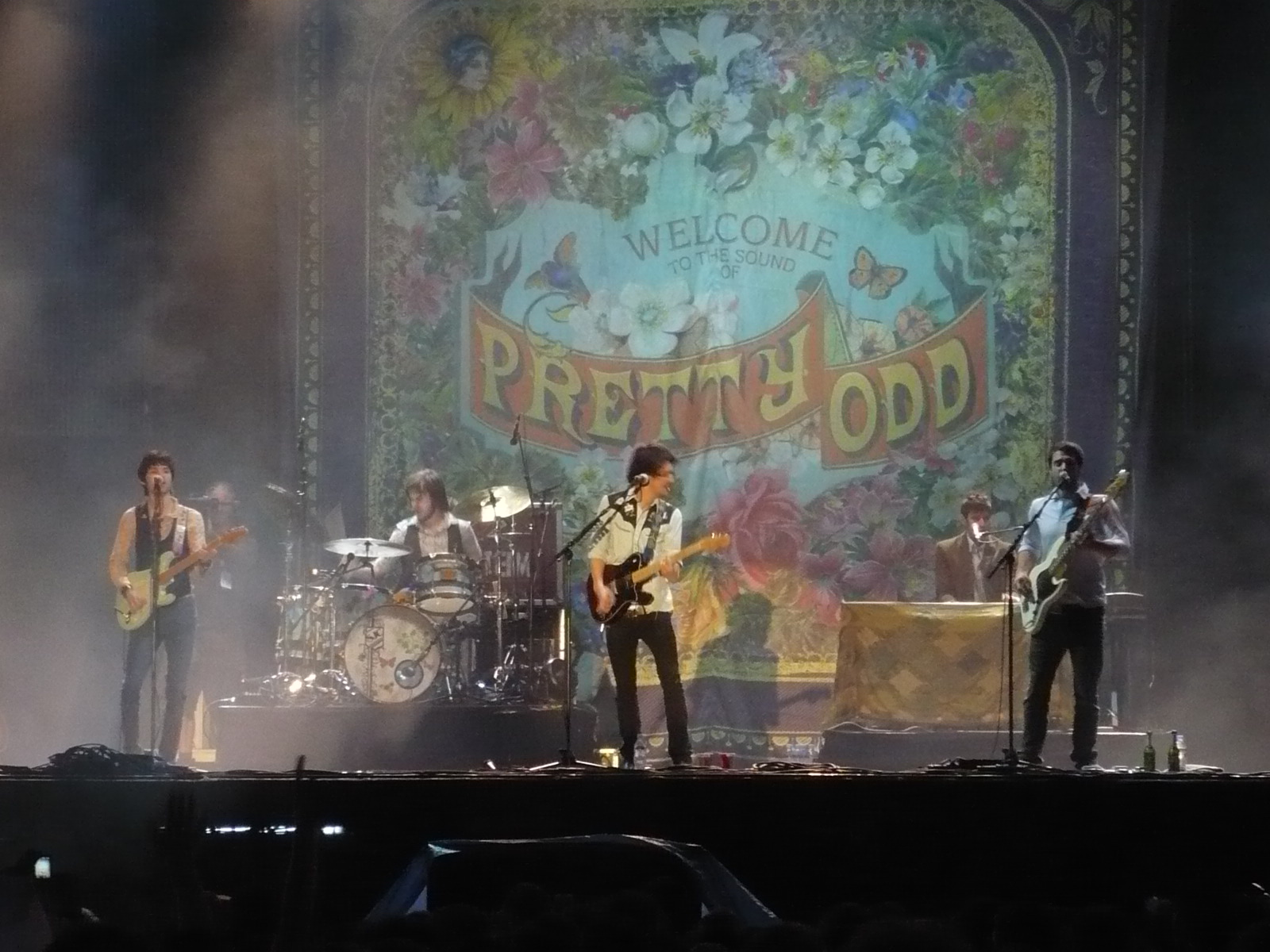
2008
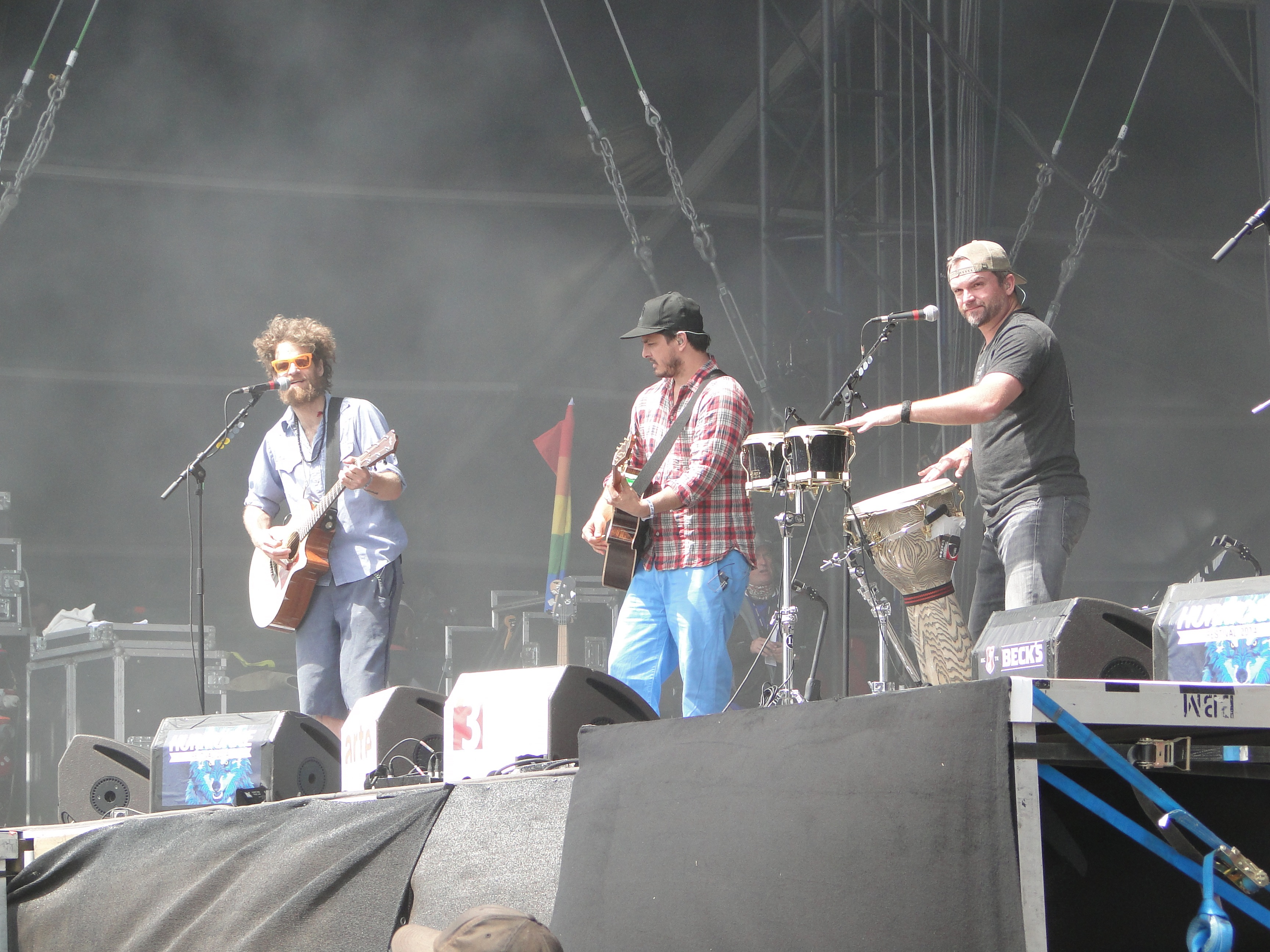
2014